# GEGL
La Generic Graphics Library (GEGL) és una biblioteca de processament d'imatges, basada en gràfics (DAG), sota llicència lliure. Caracteritzada pel processament per coma flotant, una alta profunditat de color i la capacitat de l'edició no destructiva. Especialment útil per la manipulació d'imatges i l'aplicació de filtres, ofereix vistes prèvies de la imatge resultant.
Desenvolupada principalment per GIMP, s'ha anat implementant de manera parcial des del GIMP 2.6, En la versió estable de GIMP la 2.10 i la inestable 2.99.2 encara disposava de funcionalitats experimentals o resultats poc satisfactoris. Tot i això, ja es considera com l'espina dorsal del processament d'imatges en aquesta aplicació. Altres projectes que també es serveixen de GEGL són: imgflo, GNOME Photos, gcut, iconographer entre d'altres.

## Babl
Babl és una biblioteca que dona suport a GEGL; amb diferents mètodes, transforma i codifica el color dels píxels de manera dinàmica.